# 슬라이드 기타

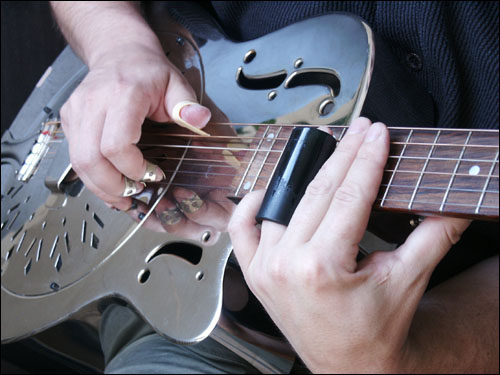
예를 들어 금속으로 만든 슬라이드와 공진기 기타를 사용하여 병목 현상이 발생했다.

슬라이드 기타(slide guitar)는 블루스 스타일의 음악에서 종종 사용되는 기타를 연주하는 특별한 기술이다. 이 기술은 글리산도 효과를 만들어 내기 위해 연주하는 동안 물체를 줄에 붙이는 것과 감정적으로 음악을 표현하게 하는 깊은 비브라토를 만들어 낸다.

## 특징
왼손 손가락으로 지판의 플랫을 눌러 소리를 내는 일반 기타와는 달리 왼손에 쥔 강철제의 원통 막대기로 강철 현을 누르고, 오른손에 낀 피크로 튀겨서 미끄러지듯이 포르타멘토의 음을 내어 연주한다. 이와 같은 주법에 맞는 타입의 기타의 대표적인 것으로는 하와이안 뮤직의 스틸 기타가 있으며, 미국에는 컨트리 뮤직에 쓰이는 스틸 기타가 있다. 이 밖에 블루그래스 등의 오래 된 컨트리 뮤직은 도브로 기타라고 하는, 공명장치가 달린 어쿠스틱 기타를 목에 걸고 이를 수평으로 하여 슬라이드 주법으로 연주한다. 이와는 달리, 미국 남부에서 유행된 흑인의 블루스를 연주하는 기타는 보통 때와 마찬가지로 비스듬히 잡고 왼손의 약손가락 등에 철제의 관(管)을 끼워 이를 현에 문질러 슬라이드 기타의 효과를 내는 보틀넥 주법으로 연주한다. 이 주법은 1960년대 말부터 록뮤직에 쓰여, 전기 기타에서는 중요한 주법의 하나가 되었다.